# Marele Premiu al Rusiei din 2018
Marele Premiu al Rusiei din 2018 (cunoscut oficial ca Formula 1 2018 VTB Russian Grand Prix) a fost o cursă auto de Formula 1 ce s-a desfășurat pe 30 septembrie 2018 pe autodromul Soci din Soci, Rusia. Cursa a fost cea de a șaisprezecea etapă a Campionatului Mondial de Formula 1 din 2018.

## Calificări
Calificările au avut loc pe 29 septembrie 2018, începând cu ora locală 15:00 MSK (UTC+3), ora 15:00 EEST.
| Poz.                  | Nr. | Pilot             | Constructor               | Timpi calificări | Timpi calificări | Timpi calificări | Grila finală |
| Poz.                  | Nr. | Pilot             | Constructor               | Q1               | Q2               | Q3               | Grila finală |
| --------------------- | --- | ----------------- | ------------------------- | ---------------- | ---------------- | ---------------- | ------------ |
| 1                     | 77  | Valtteri Bottas   | Mercedes                  | 1:32,964         | 1:32,744         | 1:31,387         | 1            |
| 2                     | 44  | Lewis Hamilton    | Mercedes                  | 1:32,410         | 1:32,595         | 1:31,532         | 2            |
| 3                     | 5   | Sebastian Vettel  | Ferrari                   | 1:33,476         | 1:33,045         | 1:31,943         | 3            |
| 4                     | 7   | Kimi Räikkönen    | Ferrari                   | 1:33,341         | 1:33,065         | 1:32,237         | 4            |
| 5                     | 20  | Kevin Magnussen   | Haas-Ferrari              | 1:34,078         | 1:33,747         | 1:33,181         | 5            |
| 6                     | 31  | Esteban Ocon      | Force India-Mercedes      | 1:34,290         | 1:33,596         | 1:33,413         | 6            |
| 7                     | 16  | Charles Leclerc   | Sauber-Ferrari            | 1:33,924         | 1:33,488         | 1:33,419         | 7            |
| 8                     | 11  | Sergio Pérez      | Force India-Mercedes      | 1:34,084         | 1:33,923         | 1:33,563         | 8            |
| 9                     | 8   | Romain Grosjean   | Haas-Ferrari              | 1:34,022         | 1:33,517         | 1:33,704         | 9            |
| 10                    | 9   | Marcus Ericsson   | Sauber-Ferrari            | 1:34,170         | 1:33,995         | 1:35,196         | 10           |
| 11                    | 33  | Max Verstappen    | Red Bull Racing-TAG Heuer | 1:33,048         | Fără timp        |                  | 19           |
| 12                    | 3   | Daniel Ricciardo  | Red Bull Racing-TAG Heuer | 1:33,247         | Fără timp        |                  | 18           |
| 13                    | 10  | Pierre Gasly      | Scuderia Toro Rosso-Honda | 1:34383          | Fără timp        |                  | 17           |
| 14                    | 55  | Carlos Sainz Jr.  | Renault                   | 1:34,626         | Fără timp        |                  | 11           |
| 15                    | 27  | Nico Hülkenberg   | Renault                   | 1:34,655         | Fără timp        |                  | 12           |
| 16                    | 28  | Brendon Hartley   | Scuderia Toro Rosso-Honda | 1:35,037         |                  |                  | 20           |
| 17                    | 14  | Fernando Alonso   | McLaren-Renault           | 1:35,504         |                  |                  | 16           |
| 18                    | 35  | Serghéi Sirótkin  | Williams-Mercedes         | 1:35,612         |                  |                  | 13           |
| 19                    | 2   | Stoffel Vandoorne | McLaren-Renault           | 1:35,977         |                  |                  | 15           |
| 20                    | 18  | Lance Stroll      | Williams-Mercedes         | 1:36,437         |                  |                  | 14           |
| Regula 107%: 1:38,878 |     |                   |                           |                  |                  |                  |              |
| Sursa:                |     |                   |                           |                  |                  |                  |              |

Notes
- ^1 – Max Verstappen a primit o penalizare de 43 de locuri: 35 de locuri pentru că a depășit numărul de elemente al motorului, 5 locuri pentru o schimbare neprogramată a cutiei de viteze și 3 locuri pentru că a fost avertizat cu steagul galben în timpul calificărilor.
- ^2 – Daniel Ricciardo a primit o penalizare de 40 de locuri: 35 de locuri pentru că a depășit numărul de elemente al motorului, 5 locuri pentru o schimbare neprogramată a cutiei de viteze.
- ^3 – Pierre Gasly a primit o penalizare de 35 de locuri pentru că a depășit numărul de elemente al motorului.
- ^4 – Brendon Hartley a primit o penalizare de 40 de locuri pentru că a depășit numărul de elemente al motorului.
- ^5 – Fernando Alonso a primit o penalizare de 30 de locuri pentru că a depășit numărul de elemente al motorului.
- ^6 – Stoffel Vandoorne a primit o penalizare de 5 de locuri pentru o schimbare neprogramată a cutiei de viteze.

## Cursa
Cursa a avut loc pe 30 septembrie 2018, începând cu ora locală 14:00 MSK (UTC+3), ora 14:00 EEST, și a durat 53 de tururi.
| Poz.   | Nr. | Pilot             | Constructor               | Tururi | Timp/Retras | Grilă | Puncte |
| ------ | --- | ----------------- | ------------------------- | ------ | ----------- | ----- | ------ |
| 1      | 44  | Lewis Hamilton    | Mercedes                  | 53     | 1:27:25,181 | 2     | 25     |
| 2      | 77  | Valtteri Bottas   | Mercedes                  | 53     | +2,545      | 1     | 18     |
| 3      | 5   | Sebastian Vettel  | Ferrari                   | 53     | +7,487      | 3     | 15     |
| 4      | 7   | Kimi Räikkönen    | Ferrari                   | 53     | +16,543     | 4     | 12     |
| 5      | 33  | Max Verstappen    | Red Bull Racing-TAG Heuer | 53     | +31,016     | 19    | 10     |
| 6      | 3   | Daniel Ricciardo  | Red Bull Racing-TAG Heuer | 53     | +1:20,51    | 18    | 8      |
| 7      | 16  | Charles Leclerc   | Sauber-Ferrari            | 53     | +1:38,390   | 7     | 6      |
| 8      | 20  | Kevin Magnussen   | Haas-Ferrari              | 52     | +1 tur      | 5     | 4      |
| 9      | 31  | Esteban Ocon      | Force India-Mercedes      | 52     | +1 tur      | 6     | 2      |
| 10     | 11  | Sergio Pérez      | Force India-Mercedes      | 52     | +1 tur      | 8     | 1      |
| 11     | 8   | Romain Grosjean   | Haas-Ferrari              | 52     | +1 tur      | 9     |        |
| 12     | 27  | Nico Hülkenberg   | Renault                   | 52     | +1 tur      | 12    |        |
| 13     | 9   | Marcus Ericsson   | Sauber-Ferrari            | 52     | +1 tur      | 10    |        |
| 14     | 14  | Fernando Alonso   | McLaren-Renault           | 52     | +1 tur      | 16    |        |
| 15     | 18  | Lance Stroll      | Williams-Mercedes         | 52     | +1 tur      | 14    |        |
| 16     | 2   | Stoffel Vandoorne | McLaren-Renault           | 51     | +2 tururi   | 15    |        |
| 17     | 55  | Carlos Sainz Jr.  | Renault                   | 51     | +2 tururi   | 11    |        |
| 18     | 35  | Serghéi Sirótkin  | Williams-Mercedes         | 51     | +2 tururi   | 13    |        |
| Ab     | 10  | Pierre Gasly      | Scuderia Toro Rosso-Honda | 4      | Frâne       | 17    |        |
| Ab     | 28  | Brendon Hartley   | Scuderia Toro Rosso-Honda | 4      | Frâne       | 20    |        |
| Sursa: |     |                   |                           |        |             |       |        |

## Clasamentele campionatelor după cursă
|   | Poz. | Pilot            | Puncte |
| - | ---- | ---------------- | ------ |
|   | 1    | Lewis Hamilton   | 306    |
|   | 2    | Sebastian Vettel | 256    |
| 1 | 3    | Valtteri Bottas  | 189    |
| 1 | 4    | Kimi Räikkönen   | 186    |
|   | 5    | Max Verstappen   | 158    |

|  | Poz. | Constructor               | Puncte |
|  | ---- | ------------------------- | ------ |
|  | 1    | Mercedes                  | 495    |
|  | 2    | Ferrari                   | 442    |
|  | 3    | Red Bull Racing-TAG Heuer | 292    |
|  | 4    | Renault                   | 91     |
|  | 5    | Haas-Ferrari              | 80     |